# تاكاهيرو أوكي
تاكاهيرو أوكي (باليابانية: 青木高広؛ بالكانا: あおき たかひろ) هو لاعب كرة قاعدة ياباني، ولد في 26 نوفمبر 1981 في غيفو في اليابان.

## وصلات خارجية
- تاكاهيرو أوكي على موقع الدوري الياباني لكرة القاعدة (الإنجليزية)
- تاكاهيرو أوكي على موقعبيزبول رفرنس.كوم (الدوري الثانوي) (الإنجليزية)